# Shannon (Mississippi)
Shannon is een plaats (town) in de Amerikaanse staat Mississippi, en valt bestuurlijk gezien onder Lee County.

## Demografie
Bij de volkstelling in 2000 werd het aantal inwoners vastgesteld op 1657.
In 2006 is het aantal inwoners door het United States Census Bureau geschat op 1726, een stijging van 69 (4,2%).

## Geografie
Volgens het United States Census Bureau beslaat de plaats een oppervlakte van
10,6 km², geheel bestaande uit land. Shannon ligt op ongeveer 83 m boven zeeniveau.

## Plaatsen in de nabije omgeving
De onderstaande figuur toont nabijgelegen plaatsen in een straal van 16 km rond Shannon.